# Heroes & Generals
Heroes & Generals war ein dänisches MMOFPS-Computerspiel, welches Elemente aus Ego-Shootern und Strategiespielen kombiniert, und dessen Spielgeschehen zur Zeit des Zweiten Weltkriegs stattfindet.
Entwickelt wird das Spiel vom selbständigen, dänischen Entwickler-Studio Reto-Moto, dessen Gründer schon das Entwickler-Studio IO Interactive sowie die Hitman-Reihe schufen. Laut Aussagen des Entwicklers wird es sich um ein „Mass Participation Game“ („Massen-Beteiligungs-Spiel“) handeln. Dabei wird sich das Vorgehen der Spieler im Ego-Shooter Teil des Spiels direkt auf die Strategie-Ebene auswirken. Dadurch unterscheidet sich Heroes & Generals von anderen Massively Multiplayer Online Games.

## Gameplay
Heroes & Generals war ein Online-Kriegsspiel mit mehreren Spielemodi, die von unterschiedlichen Blickwinkeln aus spielbar sind. Sei der Held auf dem Schlachtfeld, oder der Offizier, der die taktischen Entscheidungen trifft, um die Schlacht zu gewinnen, oder aber der General, der die Strategie ganzer Divisionen bestimmt - oder sei ein anderes militärisches Glied in der Befehlskette.
Der Verlauf des Krieges wird von den Handlungen und Entscheidungen jedes einzelnen Spielers auf dem Schlachtfeld beeinflusst.

Der Hauptteil des Spiels ist das teambasierte Vorgehen, ähnlich dem Spielablauf eines Ego-Shooters. Jedoch werden alle Kämpfe auf einer alles überspannenden Spielkarte ausgetragen, die von der Strategie-Ebene des Spiels aus beeinflusst wird. Es können Ressourcen und Truppen auf einer strategischen Spielkarte verschoben werden. Treffen sich so zwei gegnerische Einsatz-Teams, wird der Kampf in der Egoperspektive ausgetragen. Die Strategieseite liefert dann die nötigen Mittel für die Schlacht.
Vorerst wird es 3 Spielmodi für den Ego-Shooter-Teil des Spiels geben. Dies sind Assault („Sturmangriff“), Skirmish („Geplänkel“) und Interdiction („Abriegelung“). Bei Assault handelt es sich um einen Spielmodus, bei dem das Hauptziel darin besteht, das gegnerische Team durch das Einnehmen von Stützpunkten zu dominieren (Vgl. Domination). Skirmish stellt das klassische Team-Deathmatch dar, während bei Interdiction gegnerische Nachschubwege angegriffen werden.
Das Spiel wird leichte Bodenfahrzeuge, Panzerfahrzeuge und Luftstreitkräfte aus der Zeit des Zweiten Weltkrieges bereitstellen. Aber auch die einzelnen Infanteristen bilden einen wichtigen Teil des Kampfgeschehens. In großen Kampagnen treffen die Offiziere taktische Entscheidungen, die spielinterne Unterstützung, Truppennachschub und Kriegslogistik entscheidend beeinflussen. Die Spieler werden auf eine vielfältige Spielwelt treffen, welche weite Felder, kriegszerrüttete Naturlandschaften und im Kriegsgeschehen verstrickte Städte beinhaltet.

## Features
Heroes & Generals wurde sich durch einige spezielle Features von anderen Kriegsspielen unterscheiden. Eine außerordentliche Fülle an Vegetation in der Spielwelt wird es dem Spieler ermöglichen, sich effizient vor gegnerischen Einheiten (wie zum Beispiel Scharfschützen) in hohem Gras oder in Büschen zu tarnen. Dies soll ein äußerst realistisches Spielgefühl schaffen, wie es bisher nur von wenigen Computerspielen in dieser Form erreicht wurde. Insbesondere durch die Aufteilung in RTS (Realtime Strategy) und dem tatsächlichen Actionspiel unterscheidet sich Heroes & Generals von vielen anderen Kriegsspielen. Generäle senden über eine interaktive Kriegskarte Truppen in Gefechte, welche dann von Spielern genutzt werden.

## Entwicklung
Heroes & Generals wurde durch „Retox“, eine von Reto-Moto entwickelte, browserbasierte 3D-Spiel-Engine angetrieben. Diese Engine befindet sich zurzeit in der Beta-Version. Das Entwicklungsmodell wird als „User Driven Development“ („Benutzer-getriebene Entwicklung“) bezeichnet. Es handelt sich dabei um einen für den Spieler transparenten Entwicklungsprozess, der es in besonderem Maße ermöglicht, mit dem Entwickler-Team in Verbindung zu treten (in Form von Verbesserungsvorschlägen, Anregungen, Kritiken, et cetera).

## Soundtrack
Der Soundtrack für das Spiel wird von Jesper Kyd komponiert. Dieser erreichte bereits einen hohen Bekanntheitsgrad durch die von ihm erstellten Soundtracks für die Hitman-Reihe sowie die Assassin’s-Creed-Reihe.

## Marketing und Veröffentlichung
Am 7. Oktober 2011 veröffentlichte Reto-Moto des ersten Teaser-Trailer für Heroes & Generals exklusiv auf gametrailers.com. Weitere Videos, die den aktuellen Entwicklungsstatus des Spiels dokumentieren, sind auf der Webseite des Spiels abrufbar.
Seit 2014 ist Heroes & Generals auch auf Steam verfügbar und erreichte Anfang 2016 die Marke von Sieben Millionen Spielern.
Am 3. Februar 2022 wurde bekanntgeben, dass Reto-Moto die Rechte an Entwicklung und Veröffentlichung an TLM Partners verkauft hat.

## Einstellung des Spiels
Im Januar 2023 wurde von TLM Partners verkündet, dass die Server von Heroes and Generals abgeschaltet werden sollen. Als Datum wurde später der 25. Mai 2023 festgelegt.

## Inoffizielles Projekt
Nach einigen Jahren der Inaktivität haben sich einige Spieler zusammengeschlossen, um den Originalcode des Spiels zu überarbeiten und das Spiel auf privaten Servern neu zu starten. Seit Dezember 2024 wird es von einer kleinen Gruppe von Fans über Discord kontinuierlich weiterentwickelt. Dabei wurde auch die Version von 2014 wiederhergestellt, die nun erneut für alle spielbar ist. Mittlerweile wurde auch die Version von 2017 hinzugefügt. Seit Juni 2025 läuft die Testphase für die Version 2023 und befindet sich nun in der geschlossenen Beta.